# Округ Бланко (Тексас)
Округ Бланко (енгл. Blanco County) је округ у америчкој савезној држави Тексас. По попису из 2010. године број становника је 10.497.

## Демографија
Према попису становништва из 2010. у округу је живело 10.497 становника, што је 2.079 (24,7%) становника више него 2000. године.
| Група             | 2000.         | 2010.         |
| Белци             | 6.912 (82,1%) | 8.336 (79,4%) |
| Афроамериканци    | 62 (0,7%)     | 69 (0,7%)     |
| Азијати           | 16 (0,2%)     | 51 (0,5%)     |
| Хиспаноамериканци | 1.290 (15,3%) | 1.909 (18,2%) |
| Укупно            | 8.418         | 10.497        |